# Гамор Федір Дмитрович
Гамор Федір Дмитрович (нар. 28 березня 1951 р., с. Верхнє Водяне Рахівського району Закарпатської області) — геоботанік, еколог. Доктор біологічних наук (1990), професор (2004), академік Української екологічної академії наук (1993), член Національної спілки журналістів України, Почесний працівник туризму України, Почесний громадянин міста Рахова та румунського міста Вішеу-де-Сус.

## Біографія
Народився 28 березня 1951 року в селі Верхнє Водяне Закарпатської області серед мальовничої природи високогір'я. Зі шкільних років палко захоплювався питанням збереження природного середовища і охорони природи, був не байдужим до проблем раціонального використання природних ресурсів.
В юнацькі роки працював у Велико-Бичківському лісокомбінаті. 1974 року закінчив біологічний факультет Ужгородського університету. Працював на відповідальних посадах в комсомольських, партійних та господарських органах Рахівського району Закарпатської області.
У 1980 році закінчив аспірантуру, а 1990 року отримав звання доктора біологічних наук.
У період з 1987 по 2013 рік працював на посаді директора Карпатського державного заповідника Закарпатської області, який з 1993 року був реорганізований у Карпатський біосферний заповідник.
Працював в різні роки, за сумісництвом, на посадах професора Прикарпатського національного університету ім. Василя Стефаника, Ужгородського національного університету та Відкритого міжнародного університету розвитку людини «Україна».
На даний час — заступник директора Карпатського біосферного заповідника.

## Діяльність
Як керівник Карпатського біосферного заповідника забезпечив розширення його території до 58 тис. га (майже у п'ять разів), включення заповідника до Всесвітньої мережі біосферних резерватів у рамках програми ЮНЕСКО «Людина і біосфера» (1992 р.), розробив необхідні пропозиції до Закону України «Про природно-заповідний фонд», ініціював необхідність прийняття Законів України «Про статус гірських населених пунктів в Україні» та «Про мораторій на проведення суцільних рубок в ялицево-букових лісах на гірських схилах Карпатського регіону», рішень парламенту й уряду України щодо сталого розвитку гірських територій, утворення українсько-румунського біосферного резервату в Марамороських горах тощо.
Гамор Федір Дмитрович безпосередній ініціатор та організатор створення Музею екології гір та історії природокористування Карпат (м. Рахів Закарпатської області, 1995) еколого-освітніх центрів «Музей нарцису» (м. Хуст) і «Центр Європи», інформаційно-туристичного центру «Високогір'я Карпат» (підніжжя гори Говерли, 2011).
Організатор та головний редактор Всеукраїнського екологічного науково-популярного журналу «Зелені Карпати» (1993 р.), регіональної екологічної газети «Вісник Карпатського біосферного заповідника» (2006 р.) та наукового збірника «Природа Карпат: науковий щорічник Карпатського біосферного заповідника та інституту екології Карпат НАН України» (2015 р.).
Значним міжнародним визнанням природоохоронної діяльності Федора Дмитровича стало включення, вперше в Україні, українсько-словацької номінації «Букові праліси Карпат» до переліку об'єктів Всесвітньої спадщини ЮНЕСКО, затвердження Урядом України плану заходів щодо їх збереження та розвитку, нагородження Карпатського біосферного заповідника Радою Європи Європейським дипломом (1997; 2002; 2007; 2012 рр.), реалізація серії міжнародних екологічних проектів тощо.
Федір Дмитрович відомий як учений, який зробив вагомий внесок у галузі фітоценології, агроекології та охорони природи, ініціатор прийняття Карпатської конвенції та численних природоохоронних програм і проектів, автор понад 1200 наукових, науково-популярних та публіцистичних праць.

## Основні публікації
- Про класифікацію агрофітоценозів Закарпаття // Рослинні і тваринні ресурси Карпат. Ужгород, 1984
- Синтаксономія сегетальної рослинності Українських Карпат // УБОЖ. 1987. Т. 44, № 6.
- Стан охорони червонокнижних видів рослин на заповідних територіях Українських Карпат // УБОЖ. 1994. Т. 51, № 6 (співавтор).
- Біологічне різноманіття Карпатського біосферного заповідника (ред. Мовчан Я. І., Гамор Ф. Д., Шеляг-Сосоноко Ю. Р. і ін.). Київ. — Інтерекоцентр, 1997. — 711 с. (співавтор).
- Заповідники і національні природні парки України. Київ «Вища школа», 1999. — 231 с. (співавтор).
- Міжнародні аспекти збереження біорізноманіття Карпат // Збереження і моніторинг біологічного та ландшафтного різноманіття в Україні. К., 2000.
- Лікарські рослини в фармакології. Ужгород: «Закарпаття», 2001. — 277 с. (співавтор).
- Зачаровані Карпати. Заповідники та національні природні парки Закарпаття (Заг. ред. Ф. Д. Гамор, В. І. Комендар). Ужгород: «Карпати», 2005. — 320 с. (співавтор).
- Місто в географічному центрі Європи. Nyomda -Szeged: Bada es Tersai Kft, 2007 — 55 c.(співавтор).
- Земля. наближена до неба. Ужгород: «Карпати». 2008. — 48 с. (співавтор).
- Праліси Закарпаття. Інвентаризація та менеджмент. Рахів, 2008 . — 85 с. (співавтор).
- Природохоронний менеджмент Карпатського біосферного заповідника і розв'язання сучасних викликів на Закарпатті (Україна). Шейкер: Ахен, 2011. — 242 с. (співавтор).
- Природно-заповідний фонд Закарпатської області. Ужгород: «Карпати», 2011. — 254 с. (співавтор).
- Основи управління біосферними резерватами в Україні (ред. Ф. Д. Гамор, Г. В. Парчук). Ужгород: КП «Ужгородська міська друкарня». 2014. — 319 с. (співавтор).
- Всесвітнє визнання букових пралісів Карпат: історія та менеджмент. Ужгород: «ФОП Сабов А.М». 2017. — 347 с.
- Заповідна справа в Україні: абсолютна заповідність чи європейська модель гармонії людини і природи? (ред. М. П. Стеценко, Ф. Д. Гамор). Львів: Тиса, 2017. — 237 с. (співавтор).
- Україна-Румунія: мости народної дипломатії. Нотатки з нагоди 20-річчя участі Союзу українці Румунії та Карпатського біосферного ьзаповідника в процесі розвитку українсько-румунської транскордонної співпраці на Мараморощині. Львів: «Растр-7», 2018. — 364 с.
- Еталон Європейських лісових екосистем та природоохоронної справи. Про деякі історичні аспекти створення та розвитку Карпатського біосферного заповідника з нагоди його 50-річчя. Львів «Растр-7», 2018. — 126 с.
- У пошуках гармонії людини і природи. Матеріали до 70-річчя з дня народження (в авторському упорядкуванні). – Львів: Простір-М, 2021. – 548 с.
- Екодіаманти Європи. Історія номінування букових пралісів до списку об’єктів Всесвітньої спадщини ЮНЕСКО. Друге (доповнене) видання монографії «Від української ініціативи – до транс’європейського об’єкта Всесвітньої природної спадщини». – Львів: Простір-М, 2023. – 314 с.
- Ecodiamonds of Europe. History of Primeval Beech Forests Nomination to the UNESCO World Heritage List. Second (supplemented) edition of the monograph «From Ukrainian initiative to the transEuropean UNESCO World Natural Heritage Site». – Lviv, Prostir-M, 2023. – 299 p

## Нагороди
- Заслужений природоохоронець України (2005 р.)
- Орден «За заслуги ІІІ ступеня» (2009 р.)
- Медаль Виставки досягнень народного господарства СРСР
- Медаль Міжнародного академічного рейтингу популярності «Золота фортуна»
- Почесна відзнака Закарпатської обласної ради «За розвиток регіону»
- Лауреат європейської премії "EuroNatur Award 2022"

## Відео
- Михайлик А. Монологи. Доглядач храму лісового. Федір Гамор // <https://www.youtube.com/watch?v=n3mxfT0ba9Q&t=713s>